# Polysphincta mortuaria
Polysphincta mortuaria är en stekelart som beskrevs av Charles Thomas Brues 1910. Polysphincta mortuaria ingår i släktet Polysphincta och familjen brokparasitsteklar. Inga underarter finns listade i Catalogue of Life.